# Toma de La Habana
La Toma de La Habana por los británicos tuvo lugar durante la Guerra de los Siete Años, en agosto de 1762. Este hecho dejó al descubierto las debilidades de las defensas españolas en el Mar Caribe. La misma se produjo al entrar los británicos en conflicto con la Corona española, puesto que esta última se había aliado con Francia, otro tradicional enemigo de Gran Bretaña.
En un principio los británicos intentaron establecer una especie de colonia llamada «Cumberland» que sirviera de punto de apoyo a una invasión en la isla, por el sur, en lo que hoy es la provincia de Guantánamo, pero las condiciones fueron muy hostiles tanto por el terreno, como el constante hostigamiento de los lugareños, por lo que finalmente desistieron.

## Antecedentes
En 1756 estalló la compleja guerra de los Siete Años, que se libró por todo el mundo y enfrentó a dos alianzas rivales encabezadas por el Reino de Gran Bretaña y Francia. Ante las sucesivas derrotas de 1759, Francia trató de coligarse con España. La alianza entre Francia y España se reflejó en el Tercer Pacto de Familia, firmado en agosto de 1761. Pese al apremio de Francia, España esperó a la llegada de la flota de Indias en septiembre para comenzar las acciones que debían precipitar su entrada en la guerra, pues necesitaba el dinero que traía para financiar las operaciones. El 4 de enero de 1762, Gran Bretaña declaró la guerra a España, que hizo lo propio el día 15 del mismo mes. Por entonces la Armada española era muy inferior a la británica: mientras la primera contaba con unos cuarenta navíos de línea, la segunda podía contar con unos ciento veinticuatro.

## Preparativos británicos
En marzo de 1762, los mandos británicos de mar y tierra partieron de Gran Bretaña hacia el Caribe con cuatro regimientos de infantería. Arribaron a la isla de Martinica, por entonces británica, a finales a abril, donde reunieron diecinueve navíos, dieciocho fragatas y diez mil soldados para la campaña cubana. La flota de invasión alcanzó Matanzas el 5 de junio.

## Sitio

### Desembarco

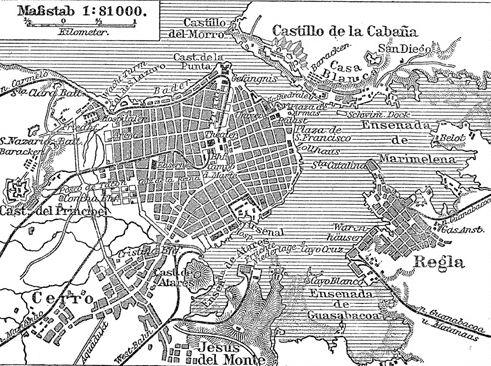
Mapa de La Habana en la época.

El 6 de junio, la fuerza británica se vio en La Habana. Inmediatamente, doce barcos fueron enviados a la boca del canal de entrada para bloquear y encerrar a la flota española. Su plan era tomar primero el Castillo del Morro, al norte del canal, asediándolo según las enseñanzas de Vauban. Debido a su posición, una vez tomada la fortaleza la guarnición de la ciudad tendría que rendirse. Sin embargo, este plan no tuvo en cuenta el hecho de que la fortaleza estaba situada en un promontorio rocoso donde era imposible excavar las trincheras de acercamiento y que una gran zanja cortada en la roca protegió el fuerte en el lado de la tierra.
La fuerza española, encabezada por el gobernador Prado y el almirante Hevia, fue sorprendida por el tamaño de la tropa atacante y adoptó tardíamente una actitud defensiva con la esperanza que refuerzos, un huracán o la fiebre amarilla destruyeran al enemigo. En consecuencia, la flota española fue mantenida en el puerto, mientras que sus marineros, artilleros y marines fueron enviados a guarnecer las fortalezas del Morro y La Punta bajo el mando de oficiales navales. La mayoría de sus municiones y pólvora, así como sus mejores armas, fueron transferidas a esas dos fortalezas. Entre tanto, las tropas regulares quedaron a cargo de la defensa de la ciudad.
La entrada del puerto se cerró con una cadena y tres navíos de línea, el Asia, el Europa y el Neptuno, fueron elegidos por su mal estado para ser hundidas detrás de la cadena. Conscientes de la importancia del Morro, los comandantes españoles le dieron máxima prioridad.
El 7 de junio, las tropas británicas fueron desembarcadas al noreste de La Habana y comenzaron a avanzar hacia el oeste al día siguiente. Se enfrentaron con un cuerpo de milicia que fue fácilmente rechazado. Al final del día, la infantería británica había llegado a los alrededores de La Habana. La defensa del Morro fue asignada a Velasco e Isla, un oficial naval, que inmediatamente tomó medidas para preparar y proveer la fortaleza para un asedio.

### Sitio de El Morro

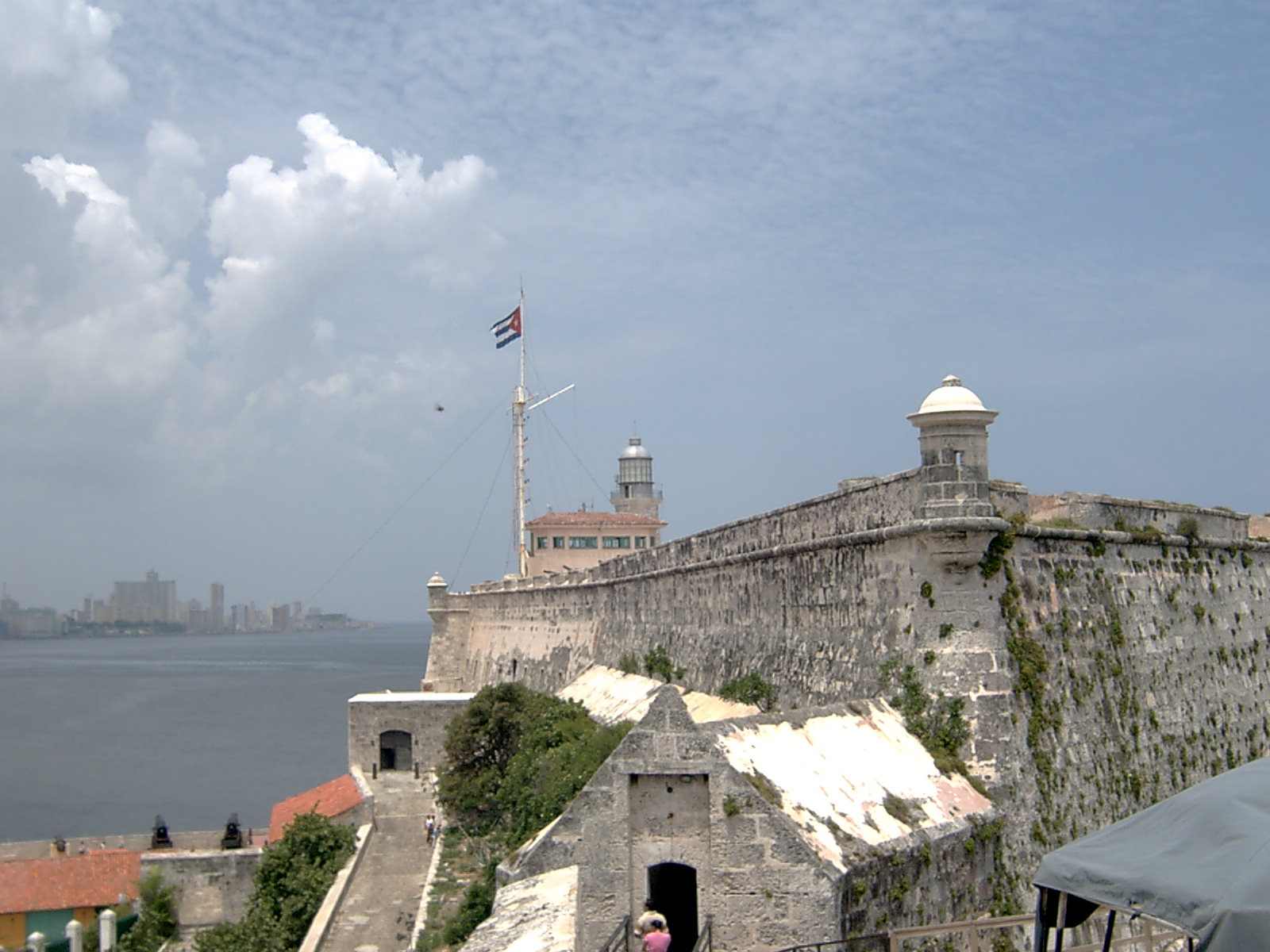
Castillo de los Tres Reyes Magos del Morro.

El 11 de junio, un partido británico atacó un reducto destacado en las alturas de La Cabaña. Solo entonces el mando británico se dio cuenta de lo fuerte que era el Morro, rodeado de matorrales y protegido por una gran zanja. Con la llegada de su tren de asedio al día siguiente, los británicos comenzaron a erigir baterías entre los árboles en la colina de La Cabaña con vistas al Morro (unos siete metros de altura), así como la ciudad y la bahía. Sorprendentemente, esta colina había sido dejada sin defensa por el ejército español a pesar de su conocida importancia estratégica. El rey de España había dado instrucciones a Prado para fortificar esta colina, tarea que consideraba la más urgente entre las confiadas a su comandante.
El 13 de junio, un destacamento británico llegó al Torreón de la Chorrera, en el lado oeste del puerto. Mientras tanto, el coronel Patrick Mackellar, ingeniero, supervisaba la construcción de las obras de asedio contra el Morro. Ya que cavar trincheras era imposible, decidió erigir protectores. Planeaba cavar hacia un bastión del Morro y una vez que sus obras de asedio hubieran llegado a la zanja crear una pista a través de esta zanja con los escombros producidos por sus actividades mineras.
El 22 de junio, cuatro baterías británicas que totalizaban 12 cañones pesados y 38 morteros abrieron fuego contra el Morro desde La Cabaña. Mackellar avanzó gradualmente sus parapetos hacia la zanja bajo la cubierta de estas baterías.
El 29 de junio, las baterías británicas habían aumentado sus impactos directos diarios en el Morro a 500. Velasco estaba perdiendo hasta 30 hombres cada día, y la carga de trabajo de reparar la fortaleza todas las noches era tan agotador que los hombres tenían que rotar entre el fuerte y la ciudad cada tres días. Velasco finalmente logró convencer a Prado de una incursión contra las baterías británicas. Al amanecer del 29, 988 hombres (una compañía mixta de granaderos, infantes de marina, ingenieros y esclavos) atacaron las obras de asedio. Llegaron a las baterías británicas desde la parte trasera y comenzaron a disparar sus pistolas, pero la reacción británica fue rápida y los atacantes fueron rechazados antes de que causaran algún daño serio.

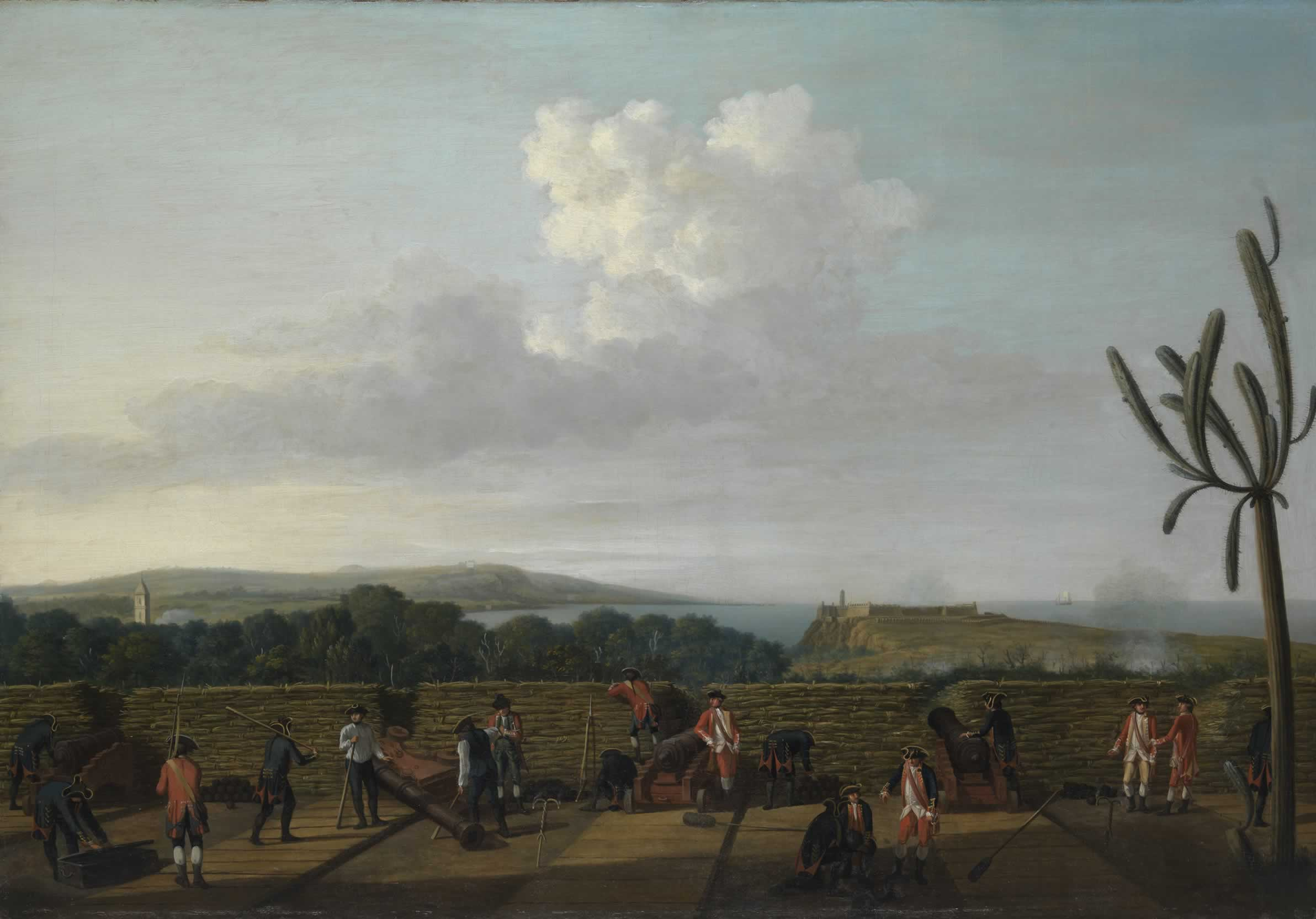
Cañones de asedio ingleses frente al Morro (Dominic Serres, 1769).

El 1 de julio, los británicos lanzaron un ataque terrestre y naval contra el Morro. La flota usó el HMS Stirling Castle, el HMS Dragon, el HMS Marlborough y el HMS Cambridge. Sin embargo, su actuar fue ineficaz porque la fortaleza estaba demasiado elevada. La respuesta de los treinta cañones del Morro causó 192 bajas y dañaron gravemente a los barcos, el primero de ellos acabaría siendo desguazado el 14 de septiembre por inutilizable. Mientras tanto, el bombardeo por la artillería terrestre fue mucho más efectivo. Al final del día, solo tres piezas españolas eran todavía eficaces en el lado del Morro frente a las baterías británicas.
El 2 de julio, los parapetos británicos alrededor del Morro se incendiaron y las baterías se quemaron, destruyendo gran parte del trabajo realizado desde mediados de junio. Velasco capitalizó inmediatamente este acontecimiento, remontando muchas armas y reparando las brechas en las fortificaciones del Morro.
Desde su llegada a La Habana, el ejército británico sufrió fuertemente la fiebre amarilla. Ahora estaba a la mitad de la fuerza. Y como la temporada de huracanes se acercaba, Albemarle estaba en una carrera contra el tiempo. Ordenó reconstruir las baterías con ayuda de los marineros y muchos cañones de 32 libras fueron tomados de las cubiertas inferiores para equipar las posiciones.

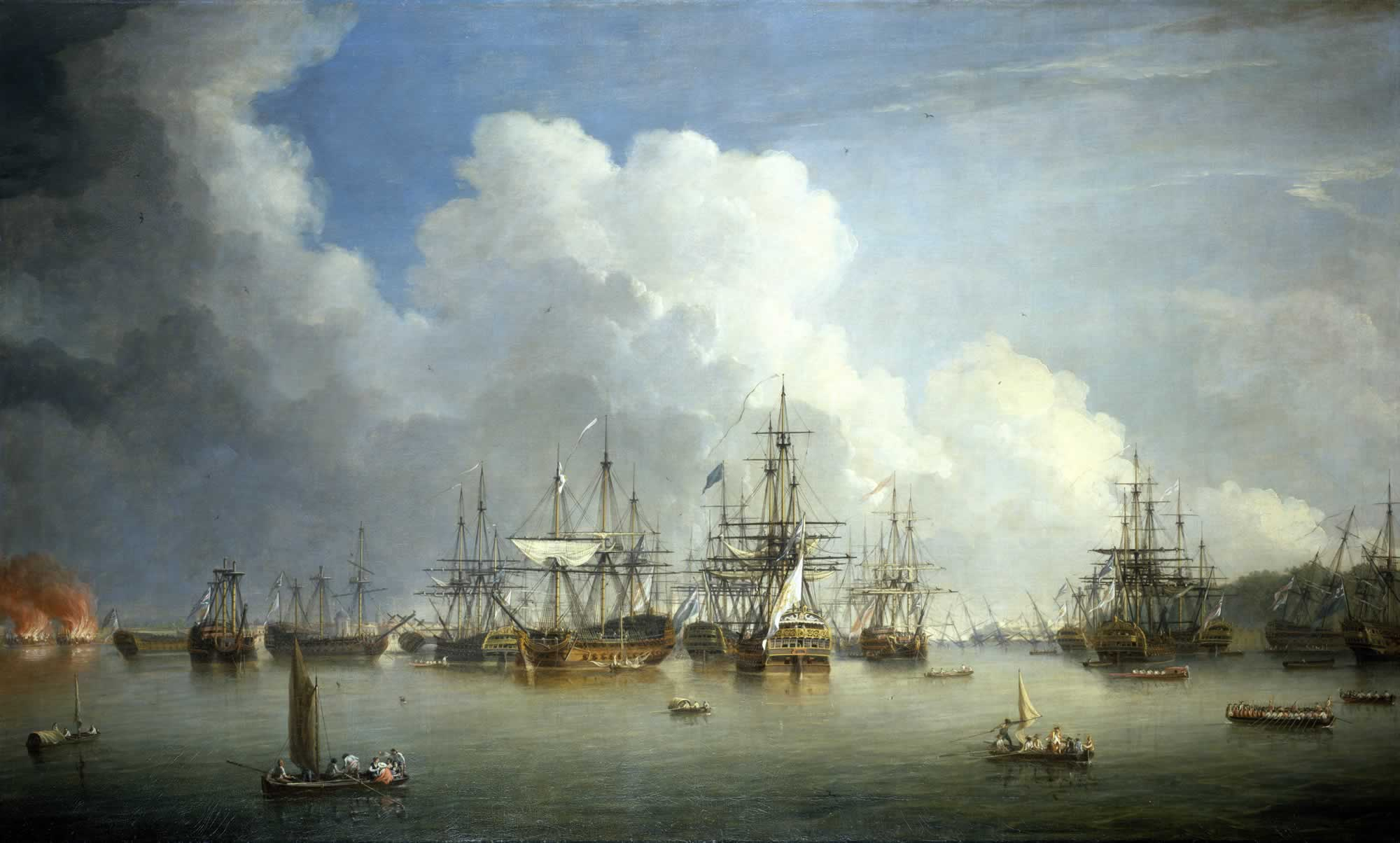
Captura de la flota española en La Habana (Dominic Serres, 1768).

El 17 de julio, las nuevas baterías británicas habían silenciado progresivamente la mayor parte de las armas de Velasco, dejando solo dos de ellas operativas. Con la ausencia de la cubierta de artillería, ahora era imposible para las tropas españolas reparar el daño infligido en el Morro. Mackellar también fue capaz de reanudar la construcción de obras de asedio para acercarse a la fortaleza. Con el ejército en tan mal estado, el trabajo progresó bastante lento. Toda la esperanza del ejército británico ahora residía en la llegada de refuerzos de América del Norte.
El 20 de julio, el progreso de las obras de asedio permitió a los británicos comenzar la excavación hacia el bastión derecho del Morro. Mientras tanto, la artillería británica golpeaba diariamente, ahora sin oposición, el Morro hasta seiscientas veces, causando unas sesenta bajas. Velasco ya no tenía otra esperanza que atacar. A las 4 horas del 22 de julio, mil trescientos soldados y milicianos salieron de La Habana en tres columnas y atacaron los parapetos que rodeaban el Morro. La salida no tuvo éxito y las obras de asedio quedaron relativamente intactas.
El 24 de julio, Albemarle ofreció a Velasco la oportunidad de rendirse, permitiéndole escribir sus propios términos de capitulación. Velasco respondió que la cuestión sería resuelta por la fuerza de las armas.
El 27 de julio, llegaron los refuerzos de Norteamérica encabezados por el coronel Burton. Durante su viaje, habían sido atacados por los franceses, que capturaron a unos quinientos hombres. Estos refuerzos consistieron en:
- 46.º regimiento de infantería Thomas Murray
- 58.º regimiento de infantería Anstruthe
- 3000 milicianos de las colonias americanas
- 253 rangers de los cuerpos Gorham y Danks.

El 29 de julio, el túnel cerca del bastión derecho de la fortaleza de Morro fue terminado y listo para explotar. Albemarle fingió un asalto esperando que Velasco finalmente decidiera rendirse. Por el contrario, Velasco decidió lanzar un ataque desesperado desde el mar sobre los mineros británicos en la zanja.

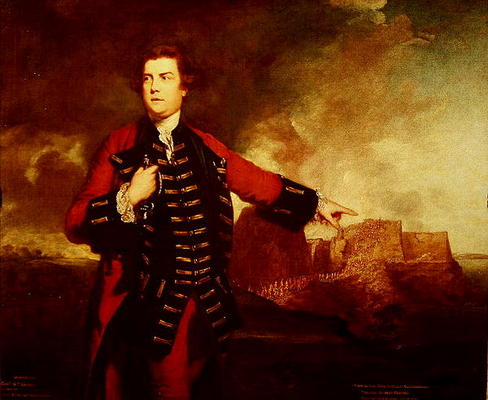
General William Keppel en el ataque al Morro, por Joshua Reynolds.

A las 2 horas del 30 de julio, dos goletas españolas atacaron a los mineros, pero tuvieron que retirarse. A las 13 horas, los británicos detonaron el túnel, los escombros llenaron parcialmente la zanja y Albermarle la juzgó pasable. Ordenó a 699 hombres escogidos el cargar. Los españoles no alcanzaron a reaccionar, cuando 16 británicos entraron Velasco se precipitó a su brecha con sus hombres. Fue herido mortalmente en el combate cuerpo a cuerpo. Tras hacerse con el fuerte Velasco fue transportado a La Habana.
A las 21 horas del 31 de julio, Velasco murió de sus heridas. Los británicos controlaban una posición que dominaba la ciudad y la bahía. Construyeron baterías a lo largo del lado norte del canal de entrada desde el fuerte de Morro hasta la colina de La Cabana.

### Rendición
El 11 de agosto, después de que Prado hubiera rechazado la petición de capitular que le había enviado Albemarle, las baterías británicas abrieron fuego contra La Habana. Un total de 47 cañones (quince de 32 libras y treinta y dos de 24), diez morteros y cinco obuses machacaron la ciudad desde una distancia de 500-800 metros. Al final del día, el fuerte de La Punta fue silenciado. Prado no tenía otra opción que rendirse.
Los días 12 y 13 de agosto, prosiguieron las negociaciones de los artículos de capitulación. Prado y su ejército obtuvieron los honores de la guerra. Hevia olvidó quemar su flota que cayó intacta en manos de los británicos.

Escudo de armas de La Habana.

## Consecuencias
El 14 de agosto, entraron los ingleses en la ciudad. Habían obtenido la posesión del puerto más importante de las Indias Occidentales españolas, equipamiento militar, 1 828 116 pesos españoles y mercancías valoradas en alrededor de otro millón. Tomaron el Aquilón (74 cañones), Conquistador (74), Reina (70), San Antonio (64), Tigre (70), San Jenaro (60), África (70), América (60), Infante (74) y Soberano (74), junto con tres fragatas, nueve embarcaciones más pequeñas, entre ellas la Marte (18) comandada por Domingo de Bonechea, y algunos buques armados pertenecientes a las compañías mercantiles de La Habana y Caracas. Además, dos nuevos buques de línea casi terminados fueron incautados en los astilleros: San Carlos (80) y Santiago (60 u 80).
Durante el asedio los británicos habían tenido 2764 muertos, heridos, capturados o desertores, pero el 18 de octubre también habían sufrido 4708 muertos por enfermedad. Una de las brigadas más agotadas fue trasladada a América del Norte donde perdió otros 360 hombres al mes de su llegada. Tres buques de línea se perdieron como resultado directo de los disparos españoles o por los graves daños recibidos que causaría su desaparición más tarde. Poco después del asedio el HMS Stirling Castle fue declarado inutilizable, siendo despojado y hundido. El HMS Marlborough se hundió en el Atlántico debido a los extensos daños recibidos durante el sitio, y el HMS Temple se perdió mientras volvía a Gran Bretaña para reparaciones.
A su regreso a España, Prado y Hevia fueron sentenciados y condenados.

### Ocupación y canje por la Florida
Tras once meses, en julio de 1763, Inglaterra y España acordaron un canje en el cual parte de la Florida quedaría en manos de los ingleses a cambio del retorno a España de La Habana y Cuba en su totalidad.